# Mableton
Mableton es una ciudad ubicada en el condado de Cobb en el estado estadounidense de Georgia. En el censo de 2000, su población era de 29.733.

## Geografía
Mableton se encuentra ubicado en las coordenadas 33°48′48″N 84°34′18″O / 33.81333, -84.57167 (33.813355, -84.571691). Según la Oficina del Censo, la localidad tiene un área total de 53,7 km² (20,7 mi²), de la cual 53,3 km² (20,6 mi²) es tierra y 0,4 km² (0,2 mi²) (0.7%) es agua.

## Demografía
Según la Oficina del Censo en 2000 los ingresos medios por hogar en la localidad eran de $49,426, y los ingresos medios por familia eran $55,673. Los hombres tenían unos ingresos medios de $36,586 frente a los $31,391 para las mujeres. La renta per cápita para la localidad era de $20,814. 